# Яблоновский, Мацей
Мацей Яблоновский (1569—1619) — польский шляхтич и ротмистр королевский.

## Биография
Представитель польского дворянского рода Яблоновских герба «Прус III». Сын Валентина Яблоновского (умер в 1603 году).
Стал королевским ротмистром в правление польского короля Стефана Батория и оставался им при Сигизмунде III Вазе. В царствование последнего переселился из внутренних районов Речи Посполитой в Покутье, где во главе собственной роты защищал южные польские границы от вражеских набегов.
В 1595-1600 годах женился на Катажине Кломицкой (1579 — после 1621 года), от брака с которой имел единственного сына Яна Станислава (около 1600—1647 годов). После смерти мужа Катажина Кломицкая вторично вышла замуж за подчашего подольского Якуба Потоцкого (умер до 1657 года).